# 乾式壁
乾式壁（かんしきかべ）とは、建築用語で、石膏ボードを使用した壁のことである。主に高層マンションの戸境壁（隣戸の間の壁のこと。例えば501号室と502号室を隔てる壁のこと）に採用される。大抵は、二枚の石膏ボードの間に吸音性（遮音性ではない）と断熱性を兼ね備えた素材であるグラスウールを充填し、15cm程度の厚みを持たせて戸境壁となす。
壁には湿式壁と乾式壁がある。湿式壁とは、コンクリートなど、型に流し込んで固めて作る壁のことであり、乾式壁はそれに対して「乾いている」石膏ボードを使用した壁のことである。
高層建築物においては、壁全てをコンクリートで作ることは難しく、重量も増し耐震性が著しく低下するため、最近ではほぼ必ず乾式壁が採用される。軽量化のため、建築物の階層が高くなればなるほど、戸境壁の厚みが薄くなる傾向がある。壁の厚みが薄くなれば、静粛性は低下する。
欠点としては、石膏であるため、衝撃に対して脆い、強く殴れば穴が空く、拳銃の弾丸は貫通する、また、既に出来上がっている石膏ボードを嵌めあわせて作るので、精密な施工がやや難しい、といったことが挙げられる。コンクリートの湿式壁よりは遮音性が低いが、遮音性の高い高性能な乾式壁も多く存在する。但し、その分値段は高くなる。
20階建て以上の高層マンションでは、ほぼ必ず乾式壁が採用されている。低層マンションで乾式壁を採用しているものは少ない。